# Uafhængige Økologiske Alliance (fransk parti)
Uafhængige Økologiske Alliance (fransk: Alliance écologiste indépendante, AEI) blev oprettet som en politisk koalition i 2009 og omdannet til et parti i 2011. I 2021 blev AEI en del af en ny koalition.  
Den oprindelige koalition blev oprettet den 13. marts 2009, og den bestod af 
- Den økologiske generation, stiftet i maj 1990. I 2009 var Jean-Noël Debroise leder af Den økologiske generation,
- Frankrig i aktion (La France en action), stiftet marts 2005 af Jean-Marc Governatori, og
- Den uafhængige økologiske bevægelse (Mouvement écologiste indépendant), stiftet i 1994 af den tidligere præsidentkandidat Antoine Waechter (en søsterbevægelse til det tyske Økologisk-Demokratiske Parti).